# Dustin Clare
Dustin Clare (Ballina, Ausztrália, 1982. január 2. –) ausztrál színész. Magyarországon a McLeod lányai című sorozatból ismerhetjük, ő játszotta Riley Wardot.
Új Dél-Walesben született, majd Nyugat-Ausztráliában végezte el a színi akadémiát, tanulmányait 2004-ben fejezte be. Korábban ablakmosóként és  laborasszisztensként is dolgozott. 2006 óta szerepelt a McLeod lányai című sorozatban.
A Spartacus: Az aréna istenei című hatrészes (előzmény)sorozatban és a Spartacus: Vér és homok c. sorozatot követő két évadban a kelta bajnok és lázadó Gannicust alakította.

## Díjai
Az ausztrál en:Logie Awards-on:
- nyert: 2007. - Legjobb év felfedezettje színész kategóriában.

## Munkái
| év         | film                           | szerepe                     |
| ---------- | ------------------------------ | --------------------------- |
| 2003.      | Brothers                       | Ethan                       |
| 2005.      | Szentek kórháza                | Rick Fallon (1 rész)        |
| 2005.      | Headland                       | Gareth Williams (2 rész)    |
| 2006.      | Iron Bird                      | Jonathan Paul Harmer        |
| 2006-2008. | McLeod lányai                  | Riley Ward                  |
| 2007.      | Air Australia - dokumentumfilm | Sir Charles Kingsford-Smith |
| 2008-2010  | Bordélyház                     | Sean (18 rész)              |
| 2011.      | Spartacus: Az aréna istenei    | Gannicus                    |
| 2012.      | Spartacus: Bosszú              | Gannicus                    |